# Forestay
Le Forestay est un cours d'eau se jetant dans le lac Léman. Il coule en Suisse, dans le canton de Vaud.

## Étymologie
Le nom "Forestay" provient de l'adjectif vieux français forestai, "forestier, entouré de bois, dans les bois". En 1341, le cours d'eau se nommait La Ruvina .

## Géographie
Le Forestay prend sa source à 675 m d'altitude au nord-ouest du lieu-dit La Lôche sur le territoire de la commune de Puidoux à l'est du Lac de Bret, lac dont il était par le passé son émissaire. De là, la rivière coule en direction du sud et passe sous la ligne ferroviaire du Plateau. Elle passe alors à l'est de la gare de Puidoux, traverse la zone industrielle annexe et coule sous l'autoroute A9 pour entrer sur la commune de Chexbres. Elle rejoint la ligne Vevey – Puidoux-Chexbres qu'elle longe en passant tantôt d'un côté et de l'autre. Arrivée dans le village, elle replonge en direction du sud et marque jusqu'à sa fin la limite communale entre Rivaz et Puidoux. Elle finit par se jeter dans le Léman juste après avoir coulé sous la route principale 9 et la ligne du Simplon.
Jusqu'au rehaussement de la digue du lac de Bret en 1922, le Forestay, alors son émissaire, prenait source au sud-est du lac. Selon les cartes de l'atlas topographique de la Suisse Siegfried, le Forestay n'était alors qu'un affluent du Flon, dont le cours était l'actuel Forestay. Une fois l'émissaire coupé, le cours, en partie disparu, se divisa au nord de Nanciau en deux segments non reliés et le nom de Forestay disparut de l'atlas comme le montre l'édition de 1929 de la feuille 440 Cully. Dès la première édition de la feuille 1243 Lausanne des cartes nationales de la Suisse en 1953, le cours d'eau Le Flon prend le nom de Le Foretsay. De l'ancien Forestay, il ne reste aujourd'hui que deux ruisseaux inclut dans le golf de Lavaux, le tronçon juste au sud-est du lac se nomme Ruisseau de Pra Romont.[réf. nécessaire]

## Exploitation
De longue date, les eaux du Forestay faisaient tourner des moulins. Le moulin de Nanciau, à l'est du lac de Bret, alors que le Forestay était encore l'émissaire du lac, celui de la Raisse (Rasse puis Resse) à l'ouest du village de Puidoux, le moulin de Chexbres, celui de Moulinet,  puis au bord du lac, les moulins de Rivaz. Au Moyen Âge, quatre moulins sont établis entre Chexbres et le Léman. Celui des chutes du Forestay appartient alors au domaine du château de Glérolles.
Aujourd'hui, le ruisseau alimente une petite centrale hydroélectrique appartenant à Romande Energie et produisant, depuis la mi-décembre 2013, une énergie annuelle de 2,5 GWh, soit la consommation en électricité de 720 ménages. Pour cela, un forage long de 950 m a été creusé, permettant d'installer une conduite forcée partant du village de Chexbres pour arriver au bord du lac à Rivaz.

## Faune
En 2012, l'inspection de la pêche du canton de Vaud relève la capture de 152 truites farios.